# Jean Linard
Pour les articles homonymes, voir Linard (homonymie).
Jean Linard (La Marche, 11 juin 1931 – Bourges, 17 février 2010) est un céramiste, sculpteur, peintre, graveur et architecte français.

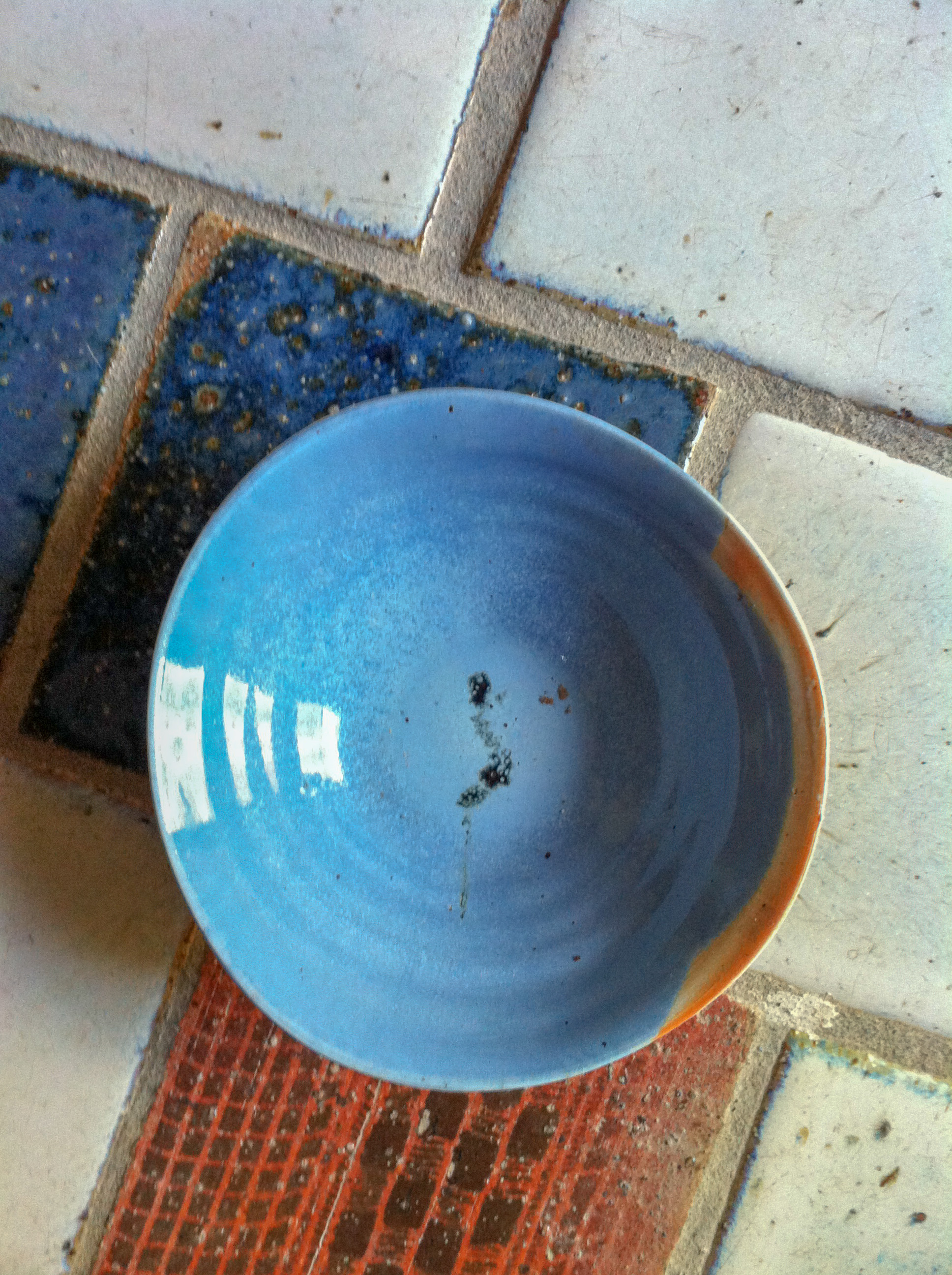
Bol, par Jean Linard.

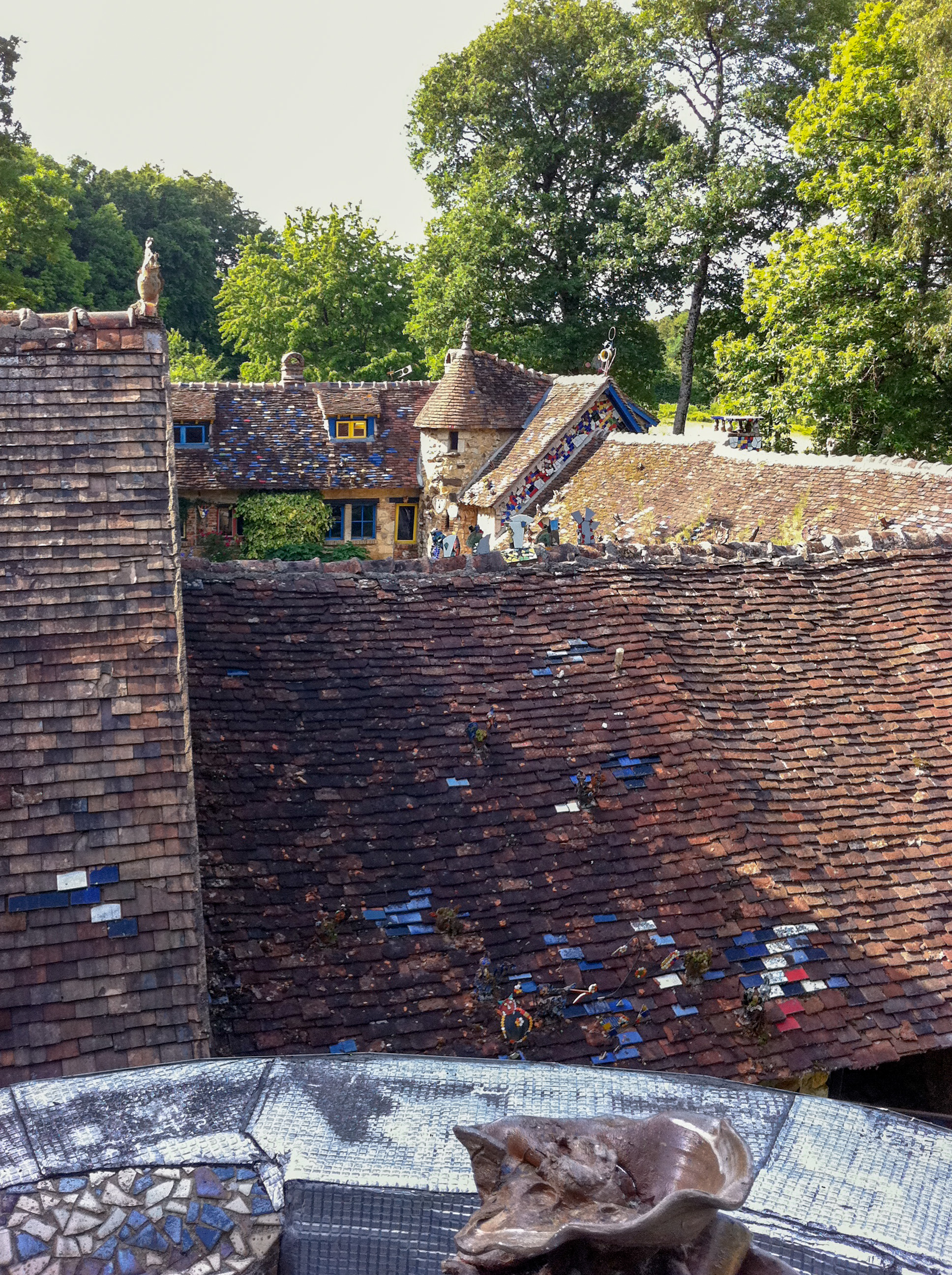
Maison de Jean Linard, vue depuis la tour Rocard.

Déjà connu comme céramiste, il entreprend à partir de 1983 son œuvre majeure, la Cathédrale, construction monumentale, à la fois architecturale et sculpturale, inclassable et rangée sous le vocable d’environnement visionnaire.

## Biographie
Fils aîné de Clobert Linard (1908-1967) et de Lucienne Fernande Fromenté (1911-2006), il grandit avec son frère Robert (1932-1985), à La Marche, près de La Charité-sur-Loire dans la Nièvre. Après avoir étudié à l’École Estienne, section gravure, de 1945 à 1949, il exerce le métier de graveur sur cylindre à Paris, notamment à l’imprimerie Del Duca. En 1953, il épouse à Paris Andrée Thumerelle. Ils auront deux enfants dont un fils, Joël Linard, verrier, mort à 48 ans.
Dès son adolescence, il s’intéresse à la terre et va régulièrement visiter les artisans et artistes du village de La Borne, centre de poterie depuis cinq siècles. En 1959, il s’y installe comme potier avec la céramiste Anne Kjærsgaard. En 1961, il achète une ancienne carrière de silex à Neuvy-Deux-Clochers, dans le hameau des Poteries. Il épouse Anne Kjærsgaard en 1964 : ils auront quatre enfants. Ensemble ils construiront une grande partie de la maison d’habitation et des ateliers, utilisant presque uniquement des matériaux de récupération : poutres, chevrons, huisseries, tuiles, pierres issues de démolitions, briques de four de potier. En janvier 1964, il publie dans la revue Bizarre, une bande dessinée que son créateur appelle « l'art illustré », Z00-200, et que François Caradec dit ouvrir une voie nouvelle.
En 1972, il rencontre Françoise Dupuis. Ils auront un fils ensemble.
En 1974, il épouse Anne-Marie Guenin qui sera sa compagne pendant 36 ans, jusqu’à la mort de l’artiste le 17 février 2010. De leur union naîtra une fille.

## Œuvre
Il est à la fois potier, sculpteur, peintre et bâtisseur. Il crée des bols, des assiettes, des coupes aux émaux clairs et lumineux, allant du crème, au rose et jusqu’au noir en passant par de tendres bleus et céladons. Dès les années soixante, il sculpte avec la terre ses premiers personnages tels La Vierge et l’enfant, La Pin-up, ses premiers Oiseaux et Machine à écrire.
En 1974, il crée son premier Chat en grès — inspiré par Moustique, le chat de la maison — et va peu à peu enrichir son œuvre de toute une variété d’animaux aux regards humains et aux expressions tour à tour étonnées, espiègles, rêveuses ou malicieuses. Des oiseaux, des chats, des vaches, des chouettes et des éléphants viendront enrichir sa production artistique. Des anges un peu démons, des monstres moins effrayants que drôles et des buissons de roses d’où émergent des visages témoignent de cette inventivité[réf. souhaitée].
Tout au long de sa vie, il évoluera sans cesse dans la forme et le choix des matériaux. ses premiers sujets seront en grès puis viendra le raku, le fer et la mosaïque en passant par le ciment. Parmi les créations de ses dix dernières années, certaines seront monumentales tels ses grands personnages atteignant parfois plus de 2 m de haut, en fer et mosaïque qu’il appellera Les Gardiens du temple.[réf. nécessaire]
Quant à son œuvre picturale, elle est faite de paysages du Berry, de marines, de portraits, de bouquets de fleurs et de peintures abstraites.[réf. souhaitée]
Il remodèlera sa maison plusieurs fois, créant de nouvelles pièces, transformant et refaisant les toitures qu’il agrémentera de tuiles de couleur et de tuiles-personnages de sa fabrication, décorant les cheminées, le tour des portes et des fenêtres de mosaïques aux couleurs éclatantes.
En 1981, il construit la Tour Rocard et tout un espace attenant, avec les briques d’un ancien four qui appartenait au scientifique Yves Rocard, amateur des créations de Jean Linard.
En 1983, il commence ce qu’il a d’abord appelé une chapelle, puis une église et qui deviendra la Cathédrale. Il y consacrera une grande partie des vingt-six dernières années de sa vie. 
Il disait d’elle que c’était la cathédrale la plus haute du monde puisque « c’est le ciel qui en est le toit ». C’est une œuvre majeure, représentative de l’art singulier[réf. nécessaire], et les réactions qu’elle suscite (positives ou négatives) sont souvent très tranchées dans un sens comme dans l’autre[réf. souhaitée].

## La Cathédrale
Construite en plein air dans un esprit résolument œcuménique les noms de Jésus, Mahomet, Bouddha, Bahá’u’lláh, Gandhi, Martin Luther King, Sœur Emmanuelle, Mère Teresa, Picassiette, Gaudí, Picasso et autres personnages que Jean Linard affectionnait particulièrement sont gravés sur la mosaïque. Un chemin de croix s’y termine avec une croix de résurrection aux couleurs éclatantes. Et tout au fond de l’ancienne carrière, en s’asseyant sur son théâtre-gradins, témoin de nombreux spectacles de tout genre — théâtre, musique, récital de chansons et même, en 2008, un défilé de mode[réf. nécessaire].
Proche de la nature, jardinier à ses heures, sa création est parfaitement intégrée au bois où se trouve sa maison.
Hommage à la Sagrada Família de Gaudí, mais également au Palais Idéal du Facteur Cheval et à la Maison Picassiette de Raymond Isidore, respectivement classés monuments historiques en 1969 et en 1983, la Cathédrale de Jean Linard est un important témoignage d’architecture insolite en France inscrite au titre des monuments historiques en 2012.

#### Ouvrages
- Claude Arz, La France Insolite, Paris, Hachette, 1997 (ISBN 978-2-01-015374-7).Claude Arz a aussi réalisé en 1993 le film La cathédrale du vent, documentaire de Claude Arz et Michel Quinejure, L’atelier 256, France 3
- Antoinette Faÿ-Hallé, Cinquante ans de céramique française (1955-2005) : Une collection nationale, Paris, RMN, 2005 (ISBN 978-2-7118-4953-6), p. 161-187.
- (fr + de) Jean Linard, Im Garten deines Herzens… : Dans le Jardin de ton cœur, Carouge, Éditions Heuwinkel, 2006, 122 p. (ISBN 978-3-906410-09-8).
- Hugues Magen, La Borne 1940-1980 : Une modernité en céramique, New York, Magen H Gallery, 2012.
- John Maizels et Deidi von Schaewen (trad. Corinne Hewlett & Catherine Ianco), Mondes imaginaires [« Fantasy Worlds »], Paris, Taschen, 2007 (ISBN 978-3-8228-7101-0).
- Hervé Ronné, Maisons de l’Imaginaire : À la rencontre d’univers insolites, Éditions Ouest-France, 2004 (ISBN 978-2-7373-3167-1).
- (de) Theodor-Zink-Museum, Moderne Keramik aus Frankreich : 1970 bis 2000. Aus der Sammlung Kermer, Kaiserslautern, Stadt Kaiserslautern Kulturamt, 2014 (ISBN 978-3-936036-38-1), p. 84.
- Céramique française 1970–2000: Donation France et Wolfgang Kermer, Sarreguemines, Édition Musées de Sarreguemines, 2018, 179 p. (ISBN 978-2-913759-24-4), p. 95.

#### Articles
- (en) Claude Arz, « The Ceramic Cathedral of Jean Linard », Raw Vision, no 14,‎ printemps 1996, p. 36-39.
- Antoinette Faÿ-Hallé, « La cathédrale de Jean Linard : Un chef-d’œuvre de l’art naïf en péril ? », L’Estampille - L’Objet d’art, no 476,‎ février 2012, p. 54-59.

### Documents audiovisuels
- Stéphane Bonnefoi et Diphy Mariani, « La cathédrale de Jean Linard, un patrimoine de notre humanité », sur France Culture, 11 septembre 2012.
- Flavien Texier, « “On a retrouvé la mémoire” : la Cathédrale de Jean Linard », sur France Télévisions, 11 avril 2015.
- [vidéo] « Extrait de Vie privée, vie publique du 2 juin 2004 (partie 1) », sur YouTube.
- [vidéo] « Extrait de Vie privée, vie publique du 2 juin 2004 (partie 2) », sur YouTube.